# Hadas
Hadas (hebrejsky הדס‎, pl. hadasim - הדסים‎) je snítka myrty, používaná během rituálů svátku Sukot. Řadí se do tzv. čtyř druhů společně s etrogem (citrus), aravou (vrbové větévky) a lulavem (palmové ratolesti). Snítky myrty se svážou spolu s palmovými ratolestmi a vrbovými větévkami a poté se společně s etrogem provede předepsané požehnání, kdy je tento svazek držen v pravé ruce a při Halelu se tímto svazkem mává k východu, jihu, západu a severu a potom nahoru a dolů, aby se symbolicky vyjádřilo vesmírné panství Boha.